# Ischnocolus tripolitanus
Ischnocolus tripolitanus is een spinnensoort in de taxonomische indeling van de vogelspinnen (Theraphosidae).
Het dier behoort tot het geslacht Ischnocolus. De wetenschappelijke naam van de soort werd voor het eerst geldig gepubliceerd in 1937 door Lodovico di Caporiacco.